# Литовцы в России
Литовцы в России (лит. Rusijos lietuviai) — люди литовской национальности, проживающие в России. По данным проведённой в 2010 году Всероссийской переписи населения литовцами считали себя 31 377 (0,02 %) жителей РФ. По данным проведённой в 2021 году Всероссийской переписи населения литовцами считали себя 13 230 (0,01 %) жителей РФ.

## История

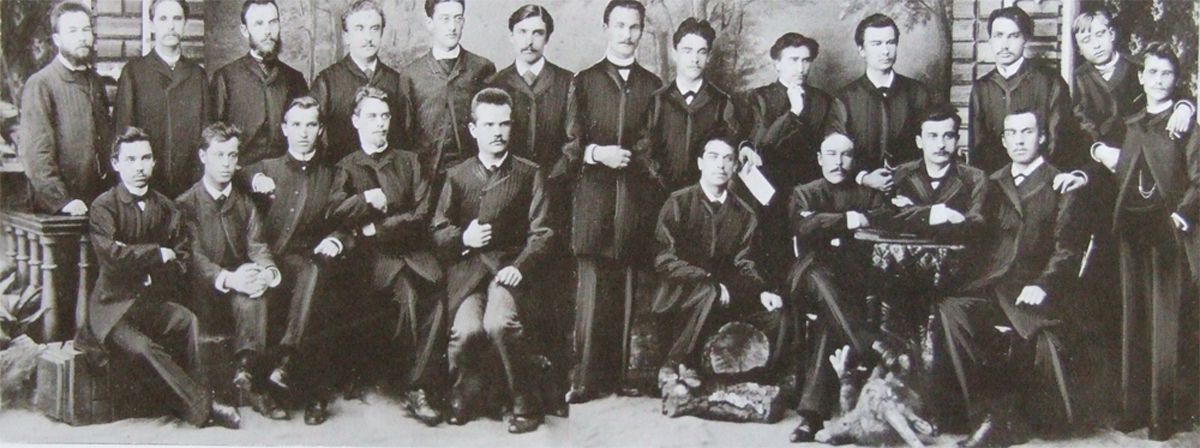
Члены тайной литовской организации, состоящей из студентов Императорского Московского университета, 1887 год.

Первые упоминания о литовцах в России относятся к XIII веку. После завоевания князем Войшелком Нальшанского удела в конце 1264 года Довмонт бежал вместе со своим родом во Псков. Сыновья великого князя литовского Ольгерда Андрей и Дмитрий принимали участие в Куликовской битве. Великий князь московский Симеон Иванович Гордый был женат на Анастасии Гедиминовне. Единственная дочь князя Витовта Софья была выдана замуж за князя московского Василия I. После подавления Январского восстания в Сибирь были сосланы сотни повстанцев. В конце XIX века многие литовцы перебирались в крупные города Российской империи работать на промышленных предприятиях. Многие деятели литовской интеллигенции (Йонас Басанавичюс, Микас Петраускас, Майронис, Казимир Буга, Антанас Смятона, Аугустинас Вольдемарас и другие) получили образование в Санкт-Петербурге и Москве. В Москве и Санкт-Петербурге учились 15 из 20 подписантов Акта о независимости Литвы. Среди депутатов Государственной думы Российской империи были этнические литовцы. Во время Первой мировой войны беженцы из Ковенской, Сувалкской и Виленской губерний оказались во внутренних губерниях России. В Воронеж были эвакуированы школы. В Петрограде в 1915—1917 годах издавалась газета
«Lietuvių balsas» («Литовский голос») и другие. В 1927 году в СССР жили 41 500 литовцев. 

## Самые густонаселённые литовцами города
По данным переписи 2020 года в Калининградской области живут около 4 300 литовцев. Литовская община включает в себя 8 литовских ассоциаций районов и городов, а также Союз молодёжи, Лигу политзаключённых и депортированных лиц, совет учителей литовского языка.
В Санкт-Петербурге проживает около 625 литовцев, выпускается газета «Литовский Петербург», существует католический Собор Успения Пресвятой Девы Марии, расположенный на 1-й Красноармейской улице.
В Москве живёт около 760 литовцев. Литовские общины также активны во многих других городах и регионах Сибири, связанных с 1941—1953 гг. массовыми депортациями из Литовской ССР.

## Литовские организации в России
1. Министерство иностранных дел Литовской Республики предоставляет следующие данные о литовских общинах, действующих в России:[6]
2. Литовская национально-культурная автономия Российской Федерации (Москва)
3. Московское литовское культурное сообщество (Москва)
4. Литовская областная национально-культурная автономия (Москва)
5. Союз русских литовских общин (Санкт-Петербург)
6. Санкт-Петербургская национальная региональная литовская культурная автономия (Санкт-Петербург)
7. Алтайская краевая общественная организация Литовское культурное общество (Барнаул)
8. Бурятская литовская культурная община (Улан-Удэ)
9. Литовский национальный культурный центр «Швитурис» (Švyturys) (Иркутск)
10. Якутская литовская община Гинтарас (Якутск)
11. Литовская национально-культурная автономия Литва (Красноярск)
12. Литовская национально-культурная автономия в Карелии (Петрозаводск)
13. Коми-Балтия (Сыктывкар)
14. Магаданская общественная организация «Балтийское братство» Колыма-Балтия "(Магадан)
15. Литовская национально-культурная автономия (Медведегорск)
16. Мурманское литовское культурное сообщество Литва (Мурманск)
17. Литовская культурная общественность Lituanica (Новосибирск)
18. Омская литовская культурная община (Омск)
19. Национально-культурная литовская община Приморья (Владивосток)
20. Литовская национальная культурная автономия Artiomo Город Приморье (Артём)
21. Смоленская областная общественная организация Смоленский Литовский Дом (Смоленск)
22. Литовская местная культурная автономия (Воронеж)